# Darthula
Darthula är en litterär mytisk kvinnofigur i James Macphersons Ossians sånger.
Berättelsen om Darthula har använts av tonsättaren Thomas Linley den yngre i "Daughter of Heav'n, fair art thou! 'Darthula'" för sopran och instrument, av Johannes Brahms i "Darthulas Grabgesang" (opus 42 nr 3, 1861) för 6-stämmig blandad kör a cappella och av Selim Palmgren i "Darthulas gravsång" för manskör i översättning av Runeberg.